# Миронов, Иван Ефимович
Ива́н Ефи́мович Миро́нов (1881, Бекетовка, Симбирская губерния — август 1918, Верхнеудинск, Забайкальская область) — депутат Государственной думы II созыва от Закаспийской области

## Биография
По национальности русский, православный. Из крестьян деревни Малая Бекетовка Карсунского уезда Симбирской губернии. Закончил Бекетовское сельское училище. Более 3 лет работал в волостном правлении. В 1898 году переехал в Закаспийскую область, служил помощником маляра в Кызыл-Арвате, после этого работал конторщиком вагонного цеха. Конторщик службы пути 3-го участка Средне-Азиатской железной дороги (зарабатывал 600 рублей в год). Был членом РСДРП.
27 февраля 1907 года избран во Государственную думу II созыва от некоренного населения Закаспийской области. Член Социал-демократической фракции. В думских комиссиях не состоял. В 1907 году был осуждён на 5 лет каторги по делу Социал-демократической фракции Второй Государственной Думы. Каторгу отбывал в Нерчинском округе. Срок заключения окончился в 1911 году. В 1911 году поселён в селе Твороговом Посольской волости Селенгинского уезда Забайкальской области.
Был на поселении в Верхнеудинском уезде, Забайкальской области. Примыкал к меньшевикам. По одним сведениям, был расстрелян при неясных обстоятельствах во время наступления чехов на Верхнеудинск в августе 1918 году. 20 ноября 1918 года в Верхнеудинске был дан благотворительный спектакль в пользу семьи И. Е. Миронова, ответственными распорядителями были Е. Г. Фингерут и городской голова Котов.

## Семья
- Жена — Екатерина Яковлевна Миронова, урождённая ? (?—?)[7]
  - Сын — Иван Иванович Миронов (15 сентября 1905—?)
  - Дочь — Лидия Ивановна Миронова (?—?).